# کلیولند
کلیولند (به انگلیسی: Cleveland) شهری در ایالت اوهایو در کشور ایالات متحده آمریکا است.

## مترو
متروی کلیولند در سال ۱۹۵۵ تأسیس شده و هم‌اکنون دارای ۱ خط و ۱۸ ایستگاه می‌باشد.

## اقتصاد
- بانک فدرال رزرو کلیولند

## مراکز علمی
- دانشگاه کیس وسترن رزرو
- کلینیک کلیولند
- دانشگاه ایالتی کلیولند

## مراکز فرهنگی
تالار شهرت راک اند رول و کتابخانه عمومی کلیولند نیز در این شهر قرار دارد. ارکستر سمفونی کلیولند یکی از پنج ارکستر بزرگ آمریکاست.

## ورزش
کلیولند براونز و تیم کلیولند کاوالیرز از این شهر هستند.